# 張䦔
张間（？—？），四川叙州府南溪县軍籍湖廣荆州府松滋县人，明朝政治人物。

## 生平
万历二十九年（1601年）辛丑科進士，由南京工部都水司郎中升雲南提学僉事，四十三年与巡抚周嘉谟在云南府学建明伦堂。